# 程三昌
程三昌（1941年7月29日—），男性，河南鄢陵人，中华人民共和国政治人物，曾任中共漯河市委书记等职务，2001年离开中国前往新西兰定居，随即遭中国公安部通缉。

## 生平
1941年7月29日，程三昌出生在河南省鄢陵县。大学毕业后，程三昌先后出任乡长、副县长、县长、漯河市副市长、漯河市市长。1996年，程三昌晋升中国共产党漯河市委员会书记，在任期间，主持卖掉当地国有企业100多家，被誉为“改革先锋”，个人获利上千万元，当地人私下称“程卖光”。2000年，程三昌出任豫港（集团）有限公司董事长。2001年2月7日，程三昌逃离中国大陆，定居新西兰。2002年2月8日，中华人民共和国公安部通过国际刑警组织在全球发布了红色通缉令。
2021年12月9日，郑州市中级人民法院公开开庭缺席审理了程三昌贪污一案，郑州市检察院指控他在2000年12月7日至2000年12月15日间利用职务便利以在新西兰设立分公司，并以此理由先后三次指使财务人员将公款转入其名下支票账户及其在新西兰开设的个人账户，非法占有公款港元、新西兰元、美元折合人民币共计308.88万余元。此时，其前任市委书记王有杰，继任者刘炳旺皆已经落马。2022年1月17日，郑州市中级人民法院对程三昌贪污罪案进行了缺席审判，他因犯贪污罪被判处有期徒刑十二年，并科罚金人民币五十万元。